# Julia Annas
Julia Elizabeth Annas (nascida em 1946) é uma filósofa britânica que lecionou nos Estados Unidos nos últimos 25 anos. Ela é Professora Regents de filosofia na Universidade do Arizona.

## Biografia
Annas se formou na Universidade de Oxford em 1968 com um BA, e na Universidade de Harvard com um A.M. (1970) e um PhD (1972). Foi pesquisadora e professora no St Hugh's College, Oxford, durante quinze anos, antes de ingressar na faculdade no Arizona em 1986, onde lecionou desde então, além de um ano como professora na Universidade de Columbia. Ela se concentra no estudo da filosofia grega antiga, incluindo ética, psicologia e epistemologia. Seus interesses atuais de pesquisa são em ética platônica. Ela foi eleita membro da Academia Americana de Artes e Ciências em 1992  e membro da Sociedade Filosófica Americana em 2013. Em 2013, ela prelecionou a Palestra Memorial Sigmund H. Danziger Jr. em Humanidades. Ela é a fundadora e ex-editora da revista anual Oxford Studies in Ancient Philosophy. Ela é casada com o estudioso de Hume, David Owen, também professor de filosofia na Universidade do Arizona.

## Filosofia
Julia Annas defendeu a ética baseada no caráter, baseando-se nas ideias atribuídas ao filósofo grego Aristóteles e tornando-as relevantes para o discurso moral contemporâneo. Ela argumentou que ser virtuoso envolve "raciocínio prático" que pode ser comparado ao "exercício de uma habilidade prática". Por isso, ela argumenta, em vez de relacionar virtudes a regras, princípios ou um objetivo final, Annas diz que primeiro as pessoas devem perguntar como podem melhorar suas "habilidades" morais.

## Principais escritos

### Livros
- Virtue and Law in Plato and Beyond (Oxford, 2017)
- Intelligent Virtue (Oxford, 2011).
- Plato: A Very Short Introduction (Oxford, 2003).
- Ancient Philosophy: A Very Short Introduction (Oxford, 2000).
- Voices of Ancient Philosophy: An Introductory Reader (Oxford, 2000).
- Platonic Ethics, Old and New (Cornell, 1999).
- Annas, Julia (1993). The Morality of Happiness. Oxford University Press. [S.l.: s.n.] ISBN 978-0-19-509652-1  (reprint 1995, ISBN 978-0-19-509652-1)
- Hellenistic Philosophy of Mind (California, 1992).
- The Modes of Scepticism (Cambridge, 1985), with Jonathan Barnes.
- An Introduction to Plato's Republic (Oxford, 1981).
- Aristotle's Metaphysics, Books M and N, translated with introduction and notes, (Oxford 1976).

### Traduções
- Platão, Statesman (Cambridge, 1995), com Robin Waterfield.
- Sexto Empírico, Outlines of Scepticism (Cambridge, 1994), com Jonathan Barnes.
- Aristóteles, Aristotle's Metaphysics Books M and N (Oxford, 1976).

### Artigos recentes
- "What are Plato's "Middle" Dialogues in the Middle Of?" (Harvard University Press, 2002)
- "Democritus and Eudaimonism" (Presocratic Philosophy: Essays in Honour of Alex Mourelatos, edited by Victor Caston and Daniel Graham, Ashgate, Aldershot, 2002)
- "Aristotle and Kant on Morality and Practical Reasoning" (Aristotle, Kant & The Stoics,ed. S. Ergstrom and J. Whiting, Cambridge 1996)
- "Virtue and Eudaimonism" (Virtue and Vice, ed. E. Paul, J. Jaul and F. Miller,  Cambridge, 1998)
- "Prudence and Morality in Ancient and Modern Ethics" (Ethics, January 1995)
- "Epicurus on Agency" (Passions and Perceptions, Cambridge, 1993)
- "The Good Life and the Good Lives of Others" (The Good Life and the Human Good, Cambridge, 1992)
- "Plato the Sceptic" (Oxford Studies in Ancient Philosophy, Supp. Vol., 1992).
- "Plato's Myths of Judgement" (Phronesis Vol. 27 No. 2, 1982; pp. 119–143).